# Dora (personaje)
Dora Márquez es el personaje principal y protagonista de la serie de televisión animada infantil y franquicia multimedia de Dora la Exploradora.

## Representación

### Versiones anteriores
Dora se creó originalmente para ayudar a enseñar español a niños de primaria. Con el tiempo, ella se la representó en espectáculos en vivo en teatros, estadios y salas, inicialmente como una conejita que vivía en el bosque, pero posteriormente, en producciones, como una niña latina.

### Versiones animadas
En Dora la Exploradora (2000), una niña de 7-8 años, ella se la retrata como una educadora multilingüe a la que le gustan los deportes, la familia, explorar el mundo y sus amigos: Botas, Mochila, Mapa, Isa, Benny y Tico. Dora también tiene un primo llamado Diego Márquez con quien a veces vive aventuras. A los 10 años, en Dora y sus amigos: ¡En la ciudad! (2014), ella se la retrata como una líder compasiva y un modelo a seguir, con múltiples y dinámicas relaciones con sus compañeros.

### Versiones de acción real
En Dora y la ciudad perdida (2019), ella es interpretada por Isabela Moner como una adolescente de 16 años, a quien quienes la rodean la presentan como una ingenua pez fuera del agua, un bicho raro para la gente que la rodea. Sus padres deben recordarle que es una exploradora (una designación positiva), no una cazadora de tesoros (una designación negativa).En esta adaptación, ella es descrita como una "superheroína latina" por el productor ejecutivo y actor Eugenio Derbez.Además, Madelyn Miranda interpreta a la joven Dora.
En Dora y la búsqueda del Sol Dorado (2025), ella es interpretada por Samantha Lorraine como una joven de 16 años, inteligente e ingeniosa, que no canta tanto y se caracteriza por sus frases pegadizas. Ella vive en la selva y cree en antiguos mitos incas. Tras pasar por momentos difíciles, ella se redescubre como el verdadero Mapa.Además, Scarlett Spears aparece como la joven Dora.

## Impacto cultural
El personaje también ha sido objeto de parodias, en programas como Robot Chicken y Saturday Night Live.
Además de sus apariciones en los medios, Dora ha desempeñado un papel importante en la educación infantil temprana al promover la conciencia cultural, las habilidades bilingües y la capacidad de resolución de problemas. Estudios han señalado que programas como Dora la Exploradora contribuyen al desarrollo cognitivo al fomentar la interacción con la audiencia y el pensamiento crítico. La representación positiva que el personaje hace de la cultura latina también ha contribuido a mejorar la visibilidad multicultural en la programación infantil.